# Tarna (Niger)
Tarna ist ein Dorf in der Landgemeinde Safo in Niger.

## Geographie
Das von einem traditionellen Ortsvorsteher (chef traditionnel) geleitete Dorf befindet sich rund vier Kilometer nördlich des Hauptorts Safo der gleichnamigen Landgemeinde, die zum Departement Madarounfa in der Region Maradi gehört. Tarna schließt direkt an bebautes Gebiet der Regionalhauptstadt Maradi an. Das Dorf liegt am rechten Ufer des Trockentals Goulbi de Maradi, mit dem Dorf Soumarana gegenüber am linken Ufer.
Tarna ist Teil der Übergangszone zwischen Sahel und Sudan. Die durchschnittliche jährliche Niederschlagsmenge beträgt hier zwischen 400 und 500 mm.

## Geschichte
In der französischen Kolonialzeit befand sich ein staatlicher Landwirtschaftsbetrieb in Tarna, mit dem der landwirtschaftliche Berufsschulzweig der 1930 eröffneten Regionalschule von Maradi zusammenarbeitete. Laut einer Erhebung vom September 2022 lebten in Tarna 175 interne Vertriebene aus 25 Haushalten.

## Bevölkerung
Bei der Volkszählung 2012 hatte Tarna 547 Einwohner, die in 78 Haushalten lebten. Bei der Volkszählung 2001 betrug die Einwohnerzahl 2626 in 3926 Haushalten und bei der Volkszählung 1988 belief sich die Einwohnerzahl auf 1987 in 337 Haushalten.

## Wirtschaft und Infrastruktur
In Tarna befindet sich ein Stützpunkt des staatlichen agronomischen Forschungsinstituts Institut National de Recherches Agronomiques du Niger (INRAN). Es werden die Zwiebelsorten Blanc de Soumarana und Violet de Galmi angebaut, mit einer Ernte im Jahr. Zudem wird Saatgut für Augenbohnen, Hirse, Sorghum und Zwiebeln produziert. Es gibt eine Schule im Dorf. Die Pegelstation des Goulbi de Maradi in Tarna wurde im Mai 1962 in Betrieb genommen. Sie liegt auf 341,7 m Seehöhe. Von Tarna führt die 23 Kilometer lange Route 433 nach Madarounfa. Es handelt sich um eine einfache Piste.